# Margit Borg
Margit Linnéa Borg (* 15. Juni 1969 in Mariestad, verheiratete Margit Hasseblad) ist eine schwedische Badmintonspielerin.

## Karriere
Margit Borg nahm 1996 im Dameneinzel und im Damendoppel an Olympia teil. Im Einzel wurde sie dabei 9., im Doppel mit Maria Bengtsson 17. Im Jahr zuvor hatte sie bereits die French Open gewonnen. 2000 wurde sie als Legionärin mit dem BC Eintracht Südring Berlin deutsche Mannschaftsmeisterin.

## Sportliche Erfolge
| Saison    | Veranstaltung                               | Disziplin    | Platz | Name |
| --------- | ------------------------------------------- | ------------ | ----- | --- |
| 1981/1982 | Schweden: Einzelmeisterschaft U15           | Damendoppel  | 1     | Catrine Bengtsson / Margit Borg (Göteborgs BK / Mariestads AIF)                                                                                             |
| 1984/1985 | Schweden: Einzelmeisterschaft U17           | Damendoppel  | 1     | Catrine Bengtsson / Margit Borg (Göteborgs BK / Mariestads AIF)                                                                                             |
| 1985/1986 | Schweden: Einzelmeisterschaft U22           | Herrendoppel | 1     | Catrine Bengtsson / Margit Borg (GBK / Mariestads AIF) |
| 1985/1986 | Schweden: Einzelmeisterschaft U19           | Damendoppel  | 1     | Catrine Bengtsson / Margit Borg (GBK / Mariestads AIF) |
| 1985/1986 | Schweden: Einzelmeisterschaft U19           | Dameneinzel  | 1     | Margit Borg (Mariestads AIF) |
| 1986/1987 | Schweden: Einzelmeisterschaft U22           | Herrendoppel | 1     | Catrine Bengtsson / Margit Borg (GBK / Mariestads AIF) |
| 1986/1987 | Schweden: Einzelmeisterschaft U19           | Damendoppel  | 1     | Catrine Bengtsson / Margit Borg (GBK / Mariestads AIF) |
| 1987      | Junioren-Europameisterschaft                | Damendoppel  | 1     | Catrine Bengtsson / Margit Borg |
| 1987      | Junioren-Europameisterschaft                | Mixed        | 2     | Jonas Ericsson / Margit Borg |
| 1988/1989 | Schweden: Einzelmeisterschaft U22           | Mixed        | 1     | Robert Larsson / Margit Borg (MBK) |
| 1989/1990 | Schweden: Einzelmeisterschaft U22           | Mixed        | 1     | Robert Larsson / Margit Borg (MBK) |
| 1989/1990 | Schweden: Einzelmeisterschaft U22           | Herrendoppel | 1     | Margit Borg / Charlotta Wihlborg (MBK / BKC) |
| 1994      | Polish International                        | Dameneinzel  | 1     | Margit Borg |
| 1994      | Austrian International                      | Dameneinzel  | 1     | Margit Borg |
| 1994      | Norwegian International                     | Damendoppel  | 1     | Maria Bengtsson / Margit Borg |
| 1994      | Norwegian International                     | Dameneinzel  | 1     | Margit Borg |
| 1994      | Irish Open                                  | Dameneinzel  | 1     | Margit Borg |
| 1994/1995 | EBU Circuit                                 | Damendoppel  | 1     | Maria Bengtsson / Margit Borg |
| 1994/1995 | EBU Circuit                                 | Dameneinzel  | 1     | Margit Borg |
| 1994/1995 | Schweden: Einzelmeisterschaft               | Damendoppel  | 1     | Maria Bengtsson / Margit Borg (BK Aura / MBK) |
| 1995      | Malmö International                         | Damendoppel  | 1     | Margit Borg / Maria Bengtsson |
| 1995      | French Open                                 | Damendoppel  | 1     | Margit Borg / Maria Bengtsson |
| 1995      | La Chaux-de-Fonds International             | Dameneinzel  | 1     | Margit Borg |
| 1995      | La Chaux-de-Fonds International             | Damendoppel  | 1     | Margit Borg / Maria Bengtsson |
| 1995/1996 | Deutschland: Internationale Meisterschaften | Dameneinzel  | 2     | Margit Borg |
| 1996      | Malmö International                         | Dameneinzel  | 1     | Margit Borg |
| 1996      | Malmö International                         | Damendoppel  | 1     | Margit Borg / Maria Bengtsson |
| 1996      | Olympia                                     | Dameneinzel  | 9     | Margit Borg |
| 1997/1998 | Schweden: Einzelmeisterschaft               | Mixed        | 1     | Robert Larsson / Margit Borg (MBK) |
| 1998      | Scottish Open                               | Dameneinzel  | 1     | Margit Borg |
| 1998/1999 | Schweden: Einzelmeisterschaft               | Dameneinzel  | 1     | Margit Borg (MBK) |
| 1999      | Taiwan Open                                 | Dameneinzel  | 5     | Margit Borg |
| 1999      | Indonesian Open                             | Dameneinzel  | 5     | Margit Borg |
| 1999/2000 | Deutsche Mannschaftsmeisterschaft           | Mannschaft   | 1     | BC Eintracht Südring Berlin (Jens Olsson, Sebastian Schmidt, Kristof Hopp, Mikael Rosén, Catrine Bengtsson, Margit Borg, Rikard Magnusson, Daniel Eriksson) |